# Dick Snyder
Richard J. Snyder jr., detto Dick (North Canton, 1º febbraio 1944), è un ex cestista statunitense, professionista nella NBA.

## Carriera
Ha giocato per i St. Louis Hawks, i Phoenix Suns, i Seattle SuperSonics, e i Cleveland Cavaliers. Frequentò il Davidson College, e fu scelto dagli Hawks nel secondo turno del Draft NBA 1966. Raggiunse i suoi più grandi successi sportivi con i SuperSonics.
Durante i primi anni del 1970, fu spesso tra i migliori nelle percentuali di tiro. La sua migliore stagione fu quella del 1970-71 dove ebbe una media di 19,4 punti per partita e fu quinto della lega sia per i punti che per i tiri liberi.

## Palmarès
- NCAA AP All-America Second Team (1966)
- Campionato NBA: 1

Seattle Supersonics: 1979